# Seeds of Mary
 (septembre 2018).
Si vous disposez d'ouvrages ou d'articles de référence ou si vous connaissez des sites web de qualité traitant du thème abordé ici, merci de compléter l'article en donnant les références utiles à sa vérifiabilité et en les liant à la section « Notes et références ».
Seeds Of Mary est un groupe de rock alternatif français, originaire de Bordeaux, en Aquitaine. A ce jour[évasif], le groupe a sorti trois albums ainsi que deux EP.

## Biographie

### Formation
Seeds Of Mary se forme en 2011 sur les cendres[style à revoir] du groupe bordelais D.I.R.T, sous l'impulsion de Julien Jolivet, Jérémy Dourneau et Xavier Collard qui recrutent Arthur Mastella à la batterie et Nicolas Siré à la guitare. De cette première formation sort l'EP Seeds Of Mary en 2013, amenant le groupe à se produire sur de nombreuses scènes de la région, notamment à la Rock School Barbey en première partie du groupe américain Nashville Pussy en février 2014.
Quelques mois plus tard, Paul Parsat, guitariste du groupe périgourdin Soundcrawler remplace Nicolas. Le groupe part en tournée en octobre 2010, sillonnant ainsi la France et jouant dans des salles telles que le Ferrailleur à Nantes, le Klub à Paris ou encore Le Volume à Nice.

### Premiers succès
Après une première tournée réussie[non neutre], le groupe commence à composer son premier album.
En février 2015, Tom Collet remplace Paul, ayant décidé de quitter le groupe pour se consacrer à ses propres projets. Au terme d'une nouvelle tournée française (lors de laquelle ils partagent la scène avec AqME, Bukowski, entre autres..), Seeds Of Mary sort son premier album via un crowdfounding, Choose Your Lie le 13 novembre 2015, produit par David Thiers, ingénieur du son du groupe de death metal bordelais Gorod et signé par le label Send The Wood.

### Carrière
Le groupe doit faire face aux départs de Arthur Mastella et de Tom Collet, respectivement et rapidement remplacés par Aaron Silvestre (ancien batteur de Amok-k et Insane Conflict) et Raph Gatuingt (ancien guitariste/chanteur de Noise Day). Dès février 2016, le groupe repart en tournée afin de défendre ce premier album et commencent peu à peu à se faire remarquer dans d'autres villes de France grâce à des prestations scéniques de plus en plus solides[non neutre]. Il sera notamment accueilli à l'affiche du festival Lost In Limoges aux côtés de Foals, Les Wampas, Pete Doherty et ira jusqu'à jouer en Belgique et en Suisse.
Parallèlement à des concerts, le groupe commence à écrire de nouveaux morceaux qu'ils présentent dans un nouvel album, The Blackbird & The Dying Sun, sorti le 21 octobre 2017 via un nouveau crowdfounding, signé chez le label Klonosphere.
Dès la sortie de l'album, Xavier Collard, membre d'origine, quitte le groupe et est remplacé par le bassiste Eliott Le Solleu. De nouvelles dates suivent, le groupe continuant sur sa lancée, partage la scène avec Dagoba, Bukowski ou encore Klone et annonce la sortie de l'EP The Sun Sessions pour novembre 2018, constitué de 2 morceaux enregistrés lors des sessions studios de Blackbird et de 2 reprises.
Durant le confinement, ils participent à un festival rock avec des concerts live maison.
Le 25 septembre 2020 marque la sortie de Serendipity, le troisième album du groupe. La crise sanitaire du Covid-19 battant son plein[style à revoir], l'album ne sera pas défendu sur scène avant la fin 2021, mais [réf. nécessaire], le magazine Punktum allant même jusqu'à le désigner comme « l'œuvre hexagonale électrique que l'on n'attendait plus, la symbiose du talent, de la technique et d’une énorme dose d'émotions brutes et fortes »

## Membres

### Membres actuels
- Jérémy Dourneau (depuis 2011) : chant
- Julien Jolivet (depuis 2011) : guitare
- Raph Gatuingt (depuis 2016) : guitare, chant
- Clément Leclercq (depuis 2022) : basse
- Aaron Silvestre (depuis 2015) : batterie

#### Anciens membres
- Xavier Collard (2011-2017) : basse
- Arthur Mastella (2011-2015) : batterie
- Eliott Le Solleu (2017-2022) : basse
- Tom Collet (-2015) : guitare, chant
- Paul Parsat (2014-2015) : guitare, chant
- Nicolas Siré (2011-2014) : guitare, chant

### Clips
Depuis 2016, Seeds Of Mary collabore avec le réalisateur Thomas Duphil pour des clips : Freak Show, The Blackbird ou encore Here Comes The Night avec Zakary Bairi.